# Laurent Bateau

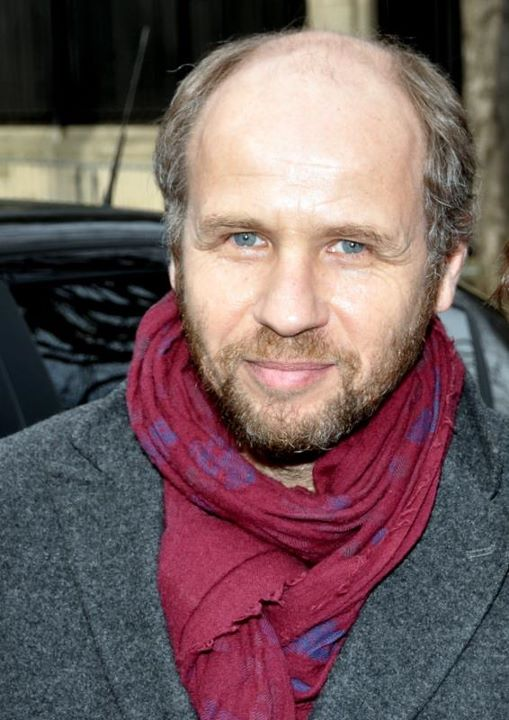
Laurent Bateau, 2012

Laurent Bateau (* 20. Jahrhundert) ist ein französischer Theater- und Filmschauspieler.

## Leben
Laurent Bateau spielte zunächst Theater und trat unter anderem in Shakespeares Richard II. auf. Ab 1992 war er beim französischen Fernsehen als Schauspieler tätig. In Bertrand Taverniers Kriegsfilm Hauptmann Conan und die Wölfe des Krieges gab er 1996 in einer kleinen Rolle sein Leinwanddebüt. In Belphégor (2001) spielte er einen Wärter des Louvre neben Sophie Marceau und Michel Serrault. Zwei Jahre später war er erneut neben Marceau in der Beziehungskomödie Je reste! (2003) von Diane Kurys zu sehen. Neben Jean Dujardin trat er 2006 in der Agentenparodie OSS 117 – Der Spion, der sich liebte auf. Für die Filmkomödie LOL (Laughing Out Loud) stand er 2008 ein weiteres Mal neben Marceau vor der Kamera.
Bateau ist zumeist in Nebenrollen zu sehen. Regisseure, unter deren Leitung er vor der Kamera stand, waren neben Tavernier auch Claude Lelouch, Patrice Leconte und Clint Eastwood, in dessen Film Hereafter – Das Leben danach er 2010 in einer kleinen Rolle zum Einsatz kam. Über die Jahre war er weiterhin auch beim Fernsehen aktiv. So spielte er von 2010 bis 2012 in 18 Folgen der Serie Un Village Français – Überleben unter deutscher Besatzung einen jüdischen Industriellen, der der Résistance angehört.

## Filmografie (Auswahl)
- 1995: Die Draufgänger (Extrême limite) (TV-Serie, eine Folge)
- 1996: Hauptmann Conan und die Wölfe des Krieges (Capitaine Conan)
- 1999: Une pour toutes
- 1999–2002: Vertiges (TV-Serie, drei Folgen)
- 2001: Mortal Transfer (Mortal transfert)
- 2001: Belphégor (Belphégor – Le Fantôme du Louvre)
- 2001: Meine Frau, die Schauspielerin (Ma femme est une actrice)
- 2003: Elle est des nôtres
- 2003: Je reste!
- 2004: Le Grand rôle
- 2004: Was Frauen wirklich wollen (Tout le plaisir est pour moi)
- 2004: Hochzeiten und andere Katastrophen (Le Plus beau jour de ma vie)
- 2004: La Crim’ (TV-Serie, eine Folge)
- 2005: Trois femmes flics (TV-Serie, sechs Folgen)
- 2005: Cavalcade
- 2005: Edy
- 2006: OSS 117 – Der Spion, der sich liebte (OSS 117: Le Caire, nid d’espions)
- 2007: Danse avec lui
- 2007: Porte-à-porte (Kurzfilm)
- 2008: Le Silence de l’épervier (TV-Miniserie)
- 2008: Coluche, l’histoire d’un mec
- 2008: LOL (Laughing Out Loud)
- 2008: La Guerre des miss
- 2009: Le Bal des actrices
- 2009: Das Konzert (Le Concert)
- 2009: Staatsfeinde – Mord auf höchster Ebene (Une affaire d’état)
- 2010: Le Mac – Doppelt knallt’s besser (Le Mac)
- 2010: Marion Mazzano (TV-Serie, sechs Folgen)
- 2010: Kalte Rache (La Vénitienne) (TV-Film)
- 2010: Hereafter – Das Leben danach (Hereafter)
- 2010–2012: Un Village Français – Überleben unter deutscher Besatzung (Un village français) (TV-Serie, 18 Folgen)
- 2011: Poliezei (Polisse)
- 2012: Radiostars
- 2012: Je ne suis pas mort
- 2012: Des soucis et des hommes (TV-Serie, acht Folgen)
- 2013: Win Win
- 2014: Marie Curie, une femme sur le front (TV-Film)
- 2014: Des roses en hiver (TV-Film)
- 2014: Candice Renoir (TV-Serie, eine Folge)
- 2015: Disparue (TV-Miniserie)
- 2015: Le Mystère du lac (TV-Serie, sechs Folgen)
- 2015: Birnenkuchen mit Lavendel (Le Goût des merveilles)
- 2016: Büro der Legenden (Le Bureau des légendes) (TV-Serie, eine Folge)
- 2016: Les Naufragés
- 2016: Dalida
- 2016–2017: Les Grands (TV-Serie, neun Folgen)
- 2017: Holly Weed (TV-Serie, zwölf Folgen)
- 2017: Der Meisterdieb und seine Schätze (Mes trésors)
- 2018: Eine zweite Chance auf Glück (Une vie après) (TV-Film)
- 2018: The Romanoffs (TV-Serie, eine Folge)
- 2018: Die Rückkehr des Helden (Le Retour du héros)
- 2018: Liebe bringt alles ins Rollen (Tout le monde debout)
- 2018: La Belle et la Belle
- 2018: Van Gogh – An der Schwelle zur Ewigkeit (At Eternity’s Gate)
- 2018–2019: Philharmonia (TV-Serie, sechs Folgen)
- 2019: Mais vous êtes fous
- 2020: Zehn Tage ohne Mama (10 jours sans maman)
- 2020: Les Blagues de Toto
- 2020: Meine Schwester, ihre Hochzeit & Ich (Le Discours)
- 2020: Mirage – Gefährliche Lügen (Mirage) (TV-Serie, eine Folge)
- 2020: La Flamme (TV-Serie, eine Folge)
- 2021: À la Carte! – Freiheit geht durch den Magen (Délicieux)
- 2021: Intraitable (TV-Film)
- 2021: C’est magnifique!
- 2021: Emma Bovary (TV-Film)
- 2022: King
- 2022: Les Têtes givrées
- 2022: Art of Crime (L’Art du crime) (TV-Serie, eine Folge)
- 2023: Flair de Famille: Rouge sang (TV-Film)
- 2023: Les Blagues de Toto 2 – Classe verte
- 2023: La Belle étincelle
- 2024: La Fulgurée (TV-Film)
- 2024: Brigade du Fleuve (TV-Film)
- 2024: Voilà, Papa! – Der fast perfekte Schwiegersohn (Jamais sans mon psy)
- 2025: La Vie devant moi

## Theaterauftritte (Auswahl)
- 1991: The Big Blue von E. Léonard – Regie: E. Léonard
- 1992: Richard II. von William Shakespeare – Regie: Yves Gasc
- 1993: Carton Rouge von E. Léonard – Regie: E. Léonard
- 1994: L’Étranger nach Albert Camus – J. Azencote
- 1996–1997: Le Roman de Lulu von David Decca – Regie: Didier Long
- 1996–1998: The Widow’s Blind Date von Israel Horovitz – Regie: Pierre-Olivier Mornas
- 1998–2000: Popcorn von Ben Elton – Regie: Stéphan Meldegg